# Passiflora jorullensis
Passiflora jorullensis Kunth – gatunek rośliny z rodziny męczennicowatych (Passifloraceae Juss. ex Kunth in Humb.). Występuje endemicznie w środkowym i południowo-zachodnim Meksyku.

## Morfologia
PokrójZdrewniałe, trwałe, owłosione liany.
LiściePotrójnie klapowane, rozwarte lub ostrokątne u podstawy. Mają 3,5–10 cm długości oraz 3–11,5 cm szerokości. Całobrzegie, z tępym lub ostrym wierzchołkiem. Ogonek liściowy jest owłosiony i ma długość 20–70 mm. Przylistki są szczeciniaste, mają 2–4 mm długości.
KwiatyPojedyncze. Działki kielicha są podłużnie lancetowate, zielonożółtawe, mają 1,5–2,5 cm długości. Płatki są liniowo podłużne, zielonkawo-białawe, mają 0,3–0,8 cm długości. Przykoronek ułożony jest w jednym rzędzie, czerwonopomarańczowy, ma 8–15 mm długości.
OwoceSą prawie kulistego kształtu. Mają 1–1,6 cm średnicy.

## Biologia i ekologia
Występuje w lasach oraz wśród roślinności krzewiastej na wysokości 1300–1800 m n.p.m.

## Zmienność
W obrębie tego gatunku wyróżniono jedną odmianę:
- Passiflora jorullensis var. salvadorensis (Donn. Sm.) J.M. MacDougal